# Helloween (album av Helloween)
Helloween är det tyska power metal-bandet Helloweens sextonde och självbetitlade studioalbum, utgivet i juni 2021 på Nuclear Blast och i Japan på Victor. Skivan innebar den tidigare sångaren Michael Kiskes och gitarristen/sångaren Kai Hansens återkomst till bandet.

## Bakgrund
Kai Hansen lämnade Helloween efter Keeper of the Seven Keys, Part 2 (1989) och Michael Kiske efter Chameleon (1993). Därefter var hans relation till bandet frostig, medan Hansen (som därefter grundat Gamma Ray) hade ett bättre förhållande till sina gamla bandkollegor. Under 2013 konfronterade Michael Weikath Kiske backstage på en konsert och frågade honom vad han gjort för fel som Kiske inte kunde förlåta honom. Den senare förstod då att han inombords redan förlåtit Weikath.
Det skulle dock dröja till 2016 innan Kiske och Hansen återvände till bandet. Under hösten 2017 släpptes singeln "Pumpkins United" och därefter gav sig bandet ut på världsturnén Pumpkins United World Tour.

## Inspelning
Helloween började spela in den nya skivan i slutet av 2019 i Hamburg och i Andi Deris studio på Teneriffa. Dani Löble använde Ingo Schwichtenbergs gamla trumset från Keepers-tiden. Deris, Kiske och Hansen delade på sången. Den senare hade ursprungligen tänkt sjunga på den egenkomponerade låten "Skyfall" själv, men övertalades att låta Kiske och Deris göra det istället.
"Skyfall" (i nedkortad version) släpptes som singel i april 2021 och fick även en musikvideo. Singeln "Best Time" släpptes i maj 2002.
Helloween gästades av bland andra Dennis Ward (tidigare i Pink Cream 69 med Andi Deris), Jens Johansson (Stratovarius), samt Kai Hansens son Tim.

## Låtlista
1. "Out for the Glory" – 7:18
2. "Fear of the Fallen" – 5:38
3. "Best Time" – 3:35
4. "Mass Pollution" – 4:14
5. "Angels" – 4:42
6. "Rise Without Chains" – 4:56
7. "Indestructible" – 4:42
8. "Robot King" – 7:07
9. "Cyanide" – 3:29
10. "Down in the Dumps" – 6:01
11. "Orbit" (instrumental) – 1:04
12. "Skyfall" – 12:11

Bonusspår på den begränsade digibookutgåvan (fristående CD)
1. "Golden Times" – 4:48
2. "Save My Hide" – 3:11

## Medverkande
Musiker
- Andi Deris – sång
- Michael Kiske – sång
- Michael Weikath – gitarr
- Kai Hansen – gitarr, sång
- Sascha Gerstner – gitarr
- Markus Grosskopf – basgitarr
- Dani Löble – trummor

Bidragande musiker
- Dennis Ward – basgitarr
- Tim Hansen – gitarrsolo
- Jens Johansson – keyboard
- Xavier Russell – berättarröst
- Matthias Ulmer – keyboard

Produktion
- Charlie Bauerfeind – producent
- Dennis Ward – producent
- Eike Freese – inspelningstekniker
- Thomas Geiger – redigering
- Ronald Prent – mixning
- Sascha "Busy" Bühren – mastering
- Eliran Kantor – omslagskonst

## Inspelningsinformation
Inspelningsstudior:
- H.O.M.E Studios, Hamburg, Tyskland
- Streetlife Studios, Fürth, Bayern
- Mi Sueño Studio, Teneriffa, Spanien
- Chameleon Studio, Hamburg